# Папуаська міфологія
Папуаська міфологія — міфологічні уявлення папуасів, корінного населення острова Нова Гвінея і ряду прилеглих островів і архіпелагів Меланезії і Торесової протоки. До папуасів відносять 240 окремих етнічних спільнот, що відрізняються значною мовною відокремленістю. Папуаська міфологія являє собою конгломерат самостійних і відносно замкнутих локальних (племінних, родових) систем (як ціле вона відтворюється лише шляхом спеціального історико-типологічного аналізу). У той же час локальні міфологічні системи виявляють спільність. Міфологія функціонує на всіх рівнях життя спільнот, вона органічно включена в систему ідеологічних уявлень, в систему знань про світ і суспільство, в практичну діяльність колективу (городництво, полювання, рибна ловля), в його соціальну практику (обряди, обмін, війна), в сферу духовної культури (фольклор, культи, церемонії, мистецтво).
До недавнього часу Нова Гвінея являла собою характерний варіант первісної периферії з пануванням общинно-родових відносин. І досі в окремих районах папуаси проживають у великих комунах, центром яких слугує великий довгий дім чоловіків навколо якого групуються окремі жіночі родинні хатини. Відповідно папуаська міфологія, так само як і міфології інших народів Океанії, може розглядатися як регіональний варіант однієї з ранніх стадій розвитку міфології.

## Дослідження
Вірування папуаських народів Нової Гвінеї досліджені недостатньо і на те є ряд причин. На досить невеликій території існує велика чисельність відносно відокремлених одне від одного племен, що творять власну унікальну культуру. Ця група народів довгий час жила відокремлено від головних центрів світової цивілізації у важкодоступних місцях, а отже залишалась недослідженою в етнографічному плані до кінця XIX століття. Першим племена на узбережжі затоки Астролябія в етнографічному плані дослідив наш співвітчизник Микола Миклуха-Маклай у 1871-1877 роках, острів'ян Торресової протоки досліджували А. Хеддон і В. Ріверс у 1898 році, представників народу мафулу — Вільямсон у 1910 році; ківаї — фін Гуннар Ландман у 1910-1912 роках; марінд-анім — Вірц у 1914 і Неверман у 1933 роках. У другій половині XX століття ґрунтовному науковому дослідженню культурних особливостей папуасів почала заважати діяльність християнських місіонерів і стрімка культурна глобалізація, що швидко «згладжують» усю місцеву культурну неповторність до середньопланетарного показника.

## Синкретизм
Папуаська міфологія постає як жива, різноманітно функціонуюча система, що знаходиться в синкретичній єдності з усією культурою етносу. Міфологічні елементи і зв'язки так чи інакше присутні в усій діяльності колективу, в різних побутових операціях, уявленнях і відносинах, магічних діях, у предметах і речах. Відповідний семантичний комплекс та пов'язані з ним різного роду обмеження і правила поведінки не просто виражені в міфологічних розповідях, але і безпосередньо включені в систему традиційних знань. Власне міф і норма соціальної поведінки в папуасів нероздільні.
Вербально-розповідні форми лише малою мірою зосереджують у собі й передають зміст папуаської міфології. Не менш значущі, хоча й дуже важкі для тлумачення, в силу імпліцитного і символічного характеру, власне ритуальні дії та операції, пантоміми, танці, ритуальні маски, одяг, прикраси, музичні інструменти, фарби, орнамент, скульптура тощо. Основний комплекс міфологічних уявлень належав до чоловічого світу і передавався по чоловічій лінії, освоєння його становило важливий розділ обрядів чоловічої ініціації. З часом у багатьох племен суворі ритуали ініціації виродились в танці в масках за ритуальними огорожами, під час яких молодим парубкам розповідають міфи й бувальщини.
Тематика папуаських вірувань зосереджується навколо кількох головних розрядів персонажів і пов'язаних з ними уявлень і сакральних дій:
- міфічні першотворці, пращури, культурні герої, великі племінні герої-мисливці, воїни;
- володарі природних стихій та явищ;
- духи померлих.

Ці уявлення характеризуються суперечливістю і недиференційованістю. Першотворці, предки, культурні герої часто ізоморфні з точки зору їх функцій. Так, дема (у маринд-анім) володіють одночасно рисами тотемних предків, культурних героїв, «духів», уособлень сил природи; що дали колись життя всьому сущому дема і дотепер продовжують активно втручатися в життя людей.
|  |  |  |  |  |  |
|  |  |  |  |  |  |

Для образів міфічних деміургів характерні уявлення про них як про «перших» (стара Собра у маринд-анім), або як про таких, що існували «завжди» (стара Уа-огрере у ківаїв). Досить поширені образи великих матерів, «перших» жінок. Ряду персонажів властива дуальна природа: Угатаме (у капауку) — водночас чоловік і жінка, сонце і місяць. У міфах про походження першопредків може виступати хтонічний початок: Йугумішанта (у форе та сусідніх племен) вийшла із землі і персоніфікує її.
Найпоширеніші міфи про чудове народження першопредків, так чи інакше містять елементи тотемних уявлень: герой народжується зі сперми кенгуру, від свині, розвивається з хробака; зафіксовані папуаські версії світової міфологічної теми — зачаття героя від зустрічі жінки з твариною, рибою, народження його від жінки-змії, жінки-птиці. Тотемну тварину племені вбивати суворо заборонено (виняток зроблено лише для дюгонів та морських черепах у племен, що живуть за рахунок їхнього м'яса). Особливу роль відіграють мотиви специфічної природи героїв, їх кревного зв'язку з магічними предками. Успадковані властивості герой-першотворець переносить (трансформуючи їх) на організовуємий ним людський соціум (Явага — син матері-кенгуру у ківаїв). У папуаських міфах майже обов'язковий конфлікт тотемічного героя з первісним колективом і пошуки іншого, який стає об'єктом його культурних справ і встановлення норм тотемної організації (міф про Іко у пурарі). Сліди тотемічних уявлень присутні в міфах про створення космосу (у вагавага хлопчик-сонце — син батька-риби й жінки). В острів'ян Торресової протоки досить чітко можна прослідити перехід від австралійського тотального тваринного тотемізму на західних островах (31 з 36 тотемів), до залишків слідів на східних.

## Космогонія
Міфологічна космогонія у папуасів Нової Гвінеї розвинена слабо. У космогонічних міфах звичайні сюжети про сонце і місяць (Ганумі у ківаїв), на які перетворились першотворці, при цьому з'являється іноді інцестуальне мотивування (у хулі Ні і Хана, брат і сестра, після інцесту піднялися на небо і перетворилися на небесні тіла). Космогонічні акти можуть виступати як вияв чиєїсь помилки або трактуватися як цілеспрямовані дії деміургів. Парамбіка (у нгаінг) як перше своє діяння поставив «усе». Камбел (у керакі) скатав у кулі серцевину сагової пальми, створивши місяць і сонце, визначив шляхи їх прямування по небу. Він же підняв небо, що стояло спочатку дуже низько, і наповнив його зірками, розкидавши шматочки бамбука. Найчастіше світила, небо, земля, стихії мисляться як такі, що існували до початку міфічних першотворень.
Широко поширені у папуасів оповідання про походження культурних рослин, що становлять основні продукти харчування. Для землеробських вірувань поширене вірування в жіночу магію, що може наділяти землю власною родючістю. Видобування першого вогню пов'язане з його викраденням героями у володарів за допомоги духів, інших героїв.

## Світоустрій
Папуаська релігія припускає трійчастий поділ світу.
Небо (верхній світ) — тимчасове житло деміургів і предків, звідки вони йдуть на землю, створюючи тут земний соціум (почасти за аналогією з небесним) і приносячи з собою блага культури. Але на небо йдуть деякі персонажі, які вступили в конфлікт з колективами, серед яких вони жили. Звичайний шлях на небо — високе дерево, хоча це може бути й мотузка з неба (Уа-огрере в ківаїв).
Межі та частини земного світу створюються героями як би мимохідь (від ударів магічної палки-копачки виникають затоки, від удару стріли — річка, від кинутих каменів — острова).
Підземний світ (нижній) асоціюється з уявленнями про смерть, про землю духів померлих (рідше — про походження деяких персонажів). Зв'язок з ним може здійснюватись через спеціальну дірку, іноді через водойми або болота, а також через ритуальні стовпи в чоловічих або церемоніальних будинках.

## Міфологічний антропо- та соціогенез
Першотворцями, міфологічним і тотемним предкам, культурним героям належить створення людей, поділ їх на племена і подальше розселення. Люди з'являються з серцевини пальми, виникають з водяних бульбашок, з розрубаних свинячих туш, народжуються від міфічної пари, від брата і сестри. У міфі племені ківаї представлена концепція антропогенезу і соціогенез, що поєднує мотиви тотемічні і хтонічні, припускає двоступеневість процесу генетичних трансформацій: завдяки операціям Уа-огрере перше покоління людей з'являється з хробаків, які розплодилися в тілі вбитого кенгуру; воно отримує від першотворця елементарні людські знання та громадські правила. Потім відбувається перетворення перших людей-недорослів в покоління «справжніх» людей і наділення їх усією сукупністю суспільних норм, знань, навичок.
У рамках міфологічної концепції становлення соціуму отримують розвиток сюжети про боротьбу героїв з чудовиськами, ворожими до людей, і про умиротворення культурних локусів (в образах чудовиськ є сліди двоїстої природи: змії — міфічні предки і шкідники, змії — чудові подружжя, велетні-людожери), а також про виникнення негативних якостей і життєвих норм, «відкриття» різного роду бід — розбрату, обману, кривавих способів вирішення колізій тощо. Образи змій належать до числа найбільш поширених в світовому фольклорі, зокрема, в казках і героїчних епосах, причому художня семантика цих образів і генезис відрізняються великою складністю і суперечливістю, тому матеріал папуаських міфів дає багато для вивчення витоків і ранніх стадій розробки цих образів, може пролити світло на багато загадок класичного фольклору.
|                |                       |                              |             |             |
| Житло папуасів | Дім на палях короваїв | Лоток із висушеними головами | Герої міфів | Герої міфів |

У міфах пояснюються введення заборон «табу» (наприклад, на канібалізм), розподіл праці за ознакою статі, кровна помста, екзогамія і заборона інцесту. «Відкриття» смерті в міфах відбувається або випадково, або трактується як покарання або як властивість, що купується людьми, що виходять з «дикого» стану. Відсутність смерті включається до характеристику «минулого», яке до певної міри ідеалізується.
З концепцією «героїчного століття», що так чи інакше протистоїть «теперішньому» і в той же час є його підмурком, пов'язані розповідні цикли про героїв — «перших» мисливців, хліборобів, гарпунщиків, воїнів та мисливців за головами, чаклунів, мореплавців — узагальнених в концепції бігменів («великих людей»). Проте герої переказів, навіть з рисами міфологічних персонажів, не всесильні, бо вони гинуть в зіткненнях, терплять невдачі. Роз'єднаність окремих племен підживлює віру в чорну магію, так званий «онім» (синонім слова отрута), що його можуть наслати представники інших селищ. Чаклунство дуже яскраво виокремилось після тотальної християнізації папуасів, ставши певною мірою медіатором між новою релігією та традиційними уявленнями про природний та соціальний світоустрій.
Першогерої «відкривають» війну як спосіб вирішення конфліктів, привносять в суспільне життя жорстокість і віроломство, починають боротьбу за жінок. Але вони ж нормалізують різні сторони суспільної практики, що несуть в собі конфліктний початок: ставлять межі жорстокої війни, визначають межі, за які не повинні виходити людські пристрасті.

## Анімізм
Найважливішу частину папуаських вірувань становить віра у господарів або духів природи — анімізм. Через значний вплив християнських місіонерів на культуру сучасних папуасів (більшість з яких вважають себе католиками і лютеранами), саме в анімізмі можна знайти залишки колишніх міфологічних уявлень. У різних етносів були свої родові позначення для всього класу «господарів» і мала місце детальна видова диференціація їх за властивостями, зовнішністю, місцем проживання тощо, наприклад:
- марсалаі в арапешів, які виступають хранителями землі даного роду або громади;
- етенгена в ківаїв, які вважаються захисниками дерев та лісових ділянок, а також охоронцями городів;
- путутулі в раіапу;
- гігл у чімбу та інші[2].

|                |  |                                     |  |                                               |
| Танок тіафамів |  | Танок дук-дук, острів Нова Британія |  | Рептилоїдне оголів'я церемоніального барабану |

«Господарів» уявляли у вигляді змій або рептилій особливого забарвлення з кількома головами і хвостами, у вигляді тварин з потворними ознаками, істот, що сполучали зооморфні, рослинні, антропоморфні риси. Для багатьох персонажів притаманна властивість змінювати свій вигляд: вдень вони живуть у подобі змії, яструба, крокодила, риби, ігуани, а вночі приймають людську подобу. Місця їх проживання — ліси, печери, водойми, стовбури дерев, каміння, рифи, тобто вони заповнюють навколишній світ до останку. Вони виступають захисниками традиційних норм поведінки і можуть карати порушників (і в цьому сенсі пов'язані з померлими предками), давати добрі поради сплячим, показувати веслярам вірний курс, але в той же час викликати урагани, насилати хвороби, збивати з дороги, викрадати людей. Для сучасних землеробів найважливішою справою є задобрення духів погоди й врожаю. Поширені розповіді-бувальщини про зустрічі й зіткненнях людей з «господарями», зокрема — про ненавмисні або насильницькі шлюби жінок з «господарем».
В острів'ян Торесової протоки є власний дух (Бомаї-Іб для утаємничених, або Малу-Магур для усіх інших), що вбиває і воскрешає молодих парубків під час ініціації (певна трансформація реальних фізичних випробувань в езотеричний сюжет). Для багатьох народів Нової Гвінеї і Меланезії традиції ініціації перетворились на утаємничені культи закритих товариств до яких потрапляють не усі представники чоловічої статі, що досягли певного віку (культ Майо у маринд-анім).
Більшості папуасів вдається створити окремий, місцевий різновид християнства, яке поєднує в собі монотеїзм з тонкощами місцевих традиційних вірувань.

## Культ предків
Культ предків складає важливу частину світогляду папуасів, проте їх вшанування не є обов'язковою рисою культури окремих племен. Основу культу померлих становить віра в духів померлих, здатних приймати різноманітні матеріальні форми (оселятись в ритуальних масках) і, як правило, невидимих, що володіють чудовими здібностями впливу на живих — «імуну». Загалом імуну має безосібний характер, яку можна направити в будь-яке русло, маючи певні знання й хист.
Постійне місце проживання предків — земля померлих (Адірі у ківаїв), що одержує в міфах реальну або (частіше) фантастичну локалізацію, — описується за аналогією зі світом живих, але з обов'язковими ознаками, маркери приналежності до світу смерті. Міфи і билички описують мандри живих у землю померлих, їх спілкування з духами і повернення додому або прихід духів, їх контакти з живими, що призводять до нещастя або отримання живими якоїсь допомоги. Ряд ритуалів (у тому числі й обряди після поховання) безпосередньо адресується до духів померлих, маючи на меті забезпечити їх підтримку або відвести їх небажане втручання. Уявлення про духів померлих складним чином взаємодіють з уявленнями про родових пращурів, що час від часу повертаються з землі померлих до живих нащадків уві сні й дають поради.
|                                |                                          |                                         |                                         |                |                                 |
| Скарифікація під час ініціації | Дерев'яна фігура предка з племені абелам | Дерев'яна фігура предка з регіону Сепік | Дерев'яна фігура предка з регіону Сепік | Черепи предків | Щелепи предків прикрашені каурі |

Культ «духів» померлих і родових предків у значній мірі визначає семантику ряду найважливіших ритуалів, у тому числі обрядів чоловічої ініціації, ритуалів родючості та інших. Тут у різних сюжетних формах варіюються прихід і зустріч предка, дії та пісні, присвячені йому, магія, йому адресована, а також символічна смерть і повернення до життя. Зображення предків (дерев'яні скульптури — корвар, телум; різьблені і мальовані «портрети»), як і вшанування їх черепів складають обов'язкову рису чоловічих і церемоніальних будинків. Традиційні церемонії, пов'язані із культом предків були досить популярні ще в 1950-х роках, але зійшли нанівець під впливом діяльності християнських місіонерів.

## Фольклор
Одна з найбільш істотних особливостей фольклору первіснообщинного колективу і папуаського зокрема — його синкретичний характер, єдність слова, образу, сюжету за якими стоять уявлення про світ і суспільство. У взаємодії з міфологією формується ряд фольклорних прозових та пісенних жанрів, які або зовсім не виокремити, або вони тільки починають виокремлюватись з синкретичної єдності. Такі міфологічні епічні пісні про героїв-першопредків, казки, що зберігають характер «достовірних» міфів, «історичні» перекази, а також різного типу пісні. Папуаський фольклор у його єдності з міфологією включає ряд сюжетів і мотивів, які в історико-типологічній перспективі можна порівняти з сюжетами і мотивами, що складають класичний фонд світової міфології та фольклору: зокрема, у папуасів є власні варіанти сюжетів про Едіпа, Орфея, Одіссея («чоловік на весіллі своєї дружини»), героїчне сватання та інше.